# Théorie de la réponse linéaire
En physique statistique hors d'équilibre, la théorie de la réponse linéaire permet de définir les susceptibilités et les coefficients de transport d'un système au voisinage de l'équilibre thermique indépendamment des détails du modèle. La théorie de la réponse linéaire a été développée dans les années 1950 par Melville Green, Herbert Callen et Ryōgo Kubo.

## Formalisme général

### Le hamiltonien du système
Dans la théorie de la réponse linéaire, on suppose que le système considéré est décrit par un certain hamiltonien d'équilibre {\displaystyle H_{0}}, perturbé par un hamiltonien perturbatif dépendant du temps {\displaystyle H_{1}(t)}, qu'on peut expliciter sous la forme:

ou les {\displaystyle \lambda _{i}(t)} sont les facteurs perturbatifs et les opérateurs hermitiens {\displaystyle A_{i}} sont des observables du système, de sorte que le hamiltonien total du système est:
{\displaystyle H=H_{0}+H_{1}(t)=H_{0}+\sum _{l}\lambda _{l}(t)A_{l}}
Il en ressort que le formalisme naturel d'un système en réponse linéaire est la représentation d'interaction.

### Explicitation de la matrice densité
La matrice densité est affectée par la perturbation du hamiltonien. Pour la matrice densité, l'équation de Schrödinger s'écrit:
| {\displaystyle i\hbar \partial _{t}\rho (t)=[H(t),\rho (t)]} |

Ceci n'est pas une équation de Heisenberg et la matrice densité {\displaystyle \rho (t)} n'est pas un opérateur de mesure (voir le signe du commutateur pour s'en convaincre). Si nous baptisons {\displaystyle \rho _{0}} la matrice densité du système non perturbé (c’est-à-dire du système à l'équilibre thermique), {\displaystyle \rho (t)} la matrice densité du système perturbé (c’est-à-dire du système hors équilibre), {\displaystyle \delta \rho (t)} l'écart de la matrice densité du système perturbé calculé au premier ordre de perturbation, l'équation de la matrice densité se réduit à : 

d'où la solution:

ce qui permet d'accéder à {\displaystyle \rho (t)}.

### Calcul des observables et des fonctions de réponse
En calculant au premier ordre de la théorie des perturbations on obtient la matrice densité {\displaystyle \rho (t)} du système. Cette matrice peut être utilisée pour extraire les moyennes thermiques et quantiques des observables :
{\displaystyle \langle A_{k}\rangle (t)=Tr(\rho (t)A_{k})}
En dernier ressort, en introduisant la fonction de réponse retardée {\displaystyle \chi _{kl}(t)} les observables du système sont données par :
| {\displaystyle \langle A_{k}\rangle (t)=\int _{-\infty }^{+\infty }\sum _{l}\chi _{kl}(t-t')\lambda _{l}(t')dt'} |

Où on identifie la fonction de réponse {\displaystyle \chi _{kl}(t)} par :
| {\displaystyle \chi _{kl}(t-t')={\frac {i}{\hbar }}\theta (t-t')\langle [A_{k}(t),A_{l}(t')]\rangle } |

où {\displaystyle \theta } est la fonction de Heaviside (qui traduit ici le principe de causalité), les {\displaystyle A_{k}(t)=\exp(iH_{0}t/\hbar )A_{k}\exp(-iH_{0}t/\hbar )} sont les opérateurs d'évolution dans la représentation de Heisenberg, et la moyenne est prise avec la matrice densité d'équilibre {\displaystyle \rho _{0}=e^{-\beta H_{0}}/Tr(e^{-\beta H_{0}})}. Le fait que la fonction de réponse ne dépende que de la différence de temps entre l'excitation et la mesure de la réponse est une conséquence de la prise de moyenne sur un état d'équilibre, qui est invariant par translation dans le temps.
La définition de la fonction de réponse est due à Ryogo Kubo (1957).
Comme la fonction de réponse {\displaystyle \chi _{kl}(t)} s'annule pour {\displaystyle t<0} (à cause du principe de causalité), on peut définir sa transformée de Laplace imaginaire (nommée encore Fourier unilatérale), qui est égale dans ce cas précis à sa transformée de Fourier simple:
qui est donc une fonction holomorphe pour {\displaystyle \mathrm {Im} (z)>0} d'après les propriétés de la transformation de Laplace.

### Première application: résistivité électrique
L'intérêt de la théorie de la réponse linéaire vient de ce qu'aucune hypothèse n'est nécessaire sur le hamiltonien {\displaystyle H_{0}} pour définir la fonction de réponse. Cela permet par exemple de définir la conductivité en considérant :
où {\displaystyle {\vec {J}}} est le courant électrique, et {\displaystyle {\vec {A}}} est le potentiel vecteur. La théorie de la réponse linéaire donne alors une relation :
En tenant compte des équations de Maxwell, cette équation permet de montrer que la conductivité est :
Le second terme est une contribution diamagnétique qui vient de ce que le courant est {\displaystyle {\vec {J}}_{0}-ne^{2}{\vec {A}}/m} en présence d'un potentiel vecteur.
Le calcul de la conductivité est donc réduit au calcul de la fonction de réponse {\displaystyle \chi _{JJ}}. Ce calcul peut être effectué soit par des méthodes numériques comme la méthode Monte-Carlo quantique, ou la méthode de Lanczos ou bien par des méthodes analytiques comme la sommation de diagrammes de Feynman.

### Autre application: relaxation magnétique
De la même façon, on peut définir avec la théorie de la réponse linéaire d'autres grandeurs physiques comme la permittivité ou la susceptibilité magnétique. La susceptibilité magnétique est en particulier utile dans l'étude de la résonance paramagnétique électronique.
Dans le cadre de la théorie de la réponse linéaire, il est aussi possible d'étudier les processus de relaxation en calculant la réponse à une perturbation de la forme :
et en prenant la limite {\displaystyle \epsilon \to 0}.
Ainsi, la théorie de la réponse linéaire permet de définir le temps de relaxation résultant du couplage hyperfin entre les spins nucléaires et les spins électroniques sans faire d'hypothèse a priori sur le modèle qui décrit les spins électroniques.
Enfin, la théorie de la réponse linéaire permet grâce au théorème de fluctuation-dissipation de définir les fonctions de réponse en termes des fonctions de corrélation symétriques :

## Perturbations non mécaniques
Dans ce qui précède, on a admis que la fonction de réponse pouvait être obtenue en calculant l'évolution d'un système dont le hamiltonien dépend explicitement du temps par la théorie de perturbations. Dans ce cas, on parle de perturbations mécaniques.
Cependant, si on veut pouvoir définir des quantités comme la conductivité thermique ou la constante de diffusion de masse, ce cadre est trop restrictif. En effet, un gradient thermique ne peut pas être vu comme une force agissant sur les particules d'un système. On parle alors de perturbations non mécaniques.
Dans le cas du transport thermique, une généralisation de la formule de Kubo a été proposée par Joaquin Luttinger en 1964. Cette généralisation est basée sur une hypothèse d'équilibre local.

## Réponse linéaire et relations de réciprocité d'Onsager
La théorie de la réponse linéaire permet de donner une justification microscopique des relations de réciprocité d'Onsager. On obtient en fait une égalité plus générale :
Dans le cas où les opérateurs {\displaystyle A_{l}} et {\displaystyle A_{k}} sont tous les deux invariants par renversement du temps et où le système n'est pas placé dans un champ magnétique ou en rotation. Lorsque le système est placé dans un champ il faut changer le signe du champ magnétique dans le membre de droite de l'égalité. Il en va de même pour la rotation. Si les opérateurs {\displaystyle A_{l}} ou {\displaystyle A_{k}} changent de signe sous le renversement du sens du temps (par exemple si ce sont deux courants), il faut appliquer le même nombre de changements de signe au membre de droite que d'opérateurs non invariants par renversement du sens du temps (dans le cas de deux courants, on doit appliquer deux changements de signe, donc le signe final ne change pas dans le membre de droite).

## Relations de Kramers-Kronig
Le fait que la fonction de corrélation s'annule pour les intervalles de temps négatif est une conséquence de la causalité. En effet, cela signifie qu'au temps {\displaystyle t}, la réponse du système ne dépend que des valeurs de la perturbation aux temps {\displaystyle t'<t}. Cette annulation de la fonction de corrélations au temps négatif implique que sa transformée de Laplace est holomorphe dans le demi-plan supérieur. On peut donc utiliser le théorème de Cauchy pour obtenir une expression de la fonction de réponse pour {\displaystyle \mathrm {Im} (z)>0} en fonction de sa valeur sur l'axe réel. On obtient:
En faisant {\displaystyle z\to \omega +i0} et en utilisant les identités sur les distributions, on obtient les relations de Kramers-Kronig :

## Règles de somme
Les règles de somme sont des identités satisfaites par les fonctions de réponse de la forme :
 où {\displaystyle C_{n}} est la valeur moyenne d'un certain opérateur dans l'état d'équilibre. Ces règles de somme sont obtenues en intégrant par parties la formule de transformation de Laplace. L'intégration par parties fait apparaître des dérivées de l'opérateur {\displaystyle A_{l}} qui peuvent être représentées à l'aide de l'équation du mouvement de Heisenberg. On obtient ainsi:

## Projection
On peut utiliser un projecteur pour réduire l'espace des variables ou séparer les variables observables en mécanique quantique. Dans ce dernier cas on utilise les méthodes de Robert Zwanzig, et Hazime Mori,.